# Vigna vexillata
Vigna vexillata är en ärtväxtart som först beskrevs av Carl von Linné, och fick sitt nu gällande namn av Achille Richard. Vigna vexillata ingår i släktet vignabönor, och familjen ärtväxter.

## Underarter
Arten delas in i följande underarter:
- V. v. angustifolia
- V. v. macrosperma
- V. v. sepiaria
- V. v. stocksii
- V. v. sublobata
- V. v. tsusimensis
- V. v. vexillata
- V. v. wightii
- V. v. youngiana

## Bildgalleri

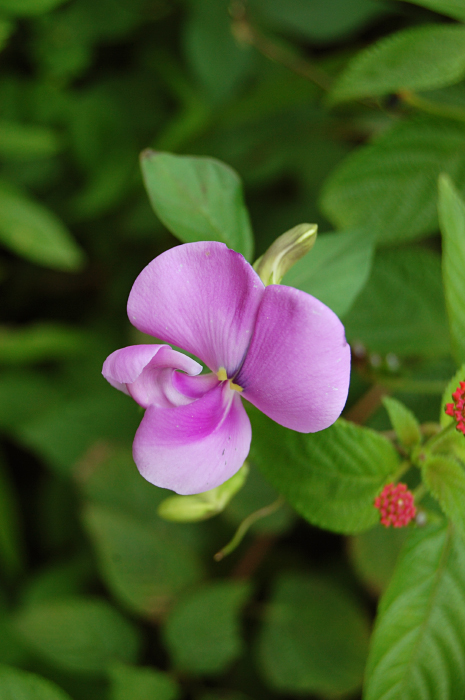
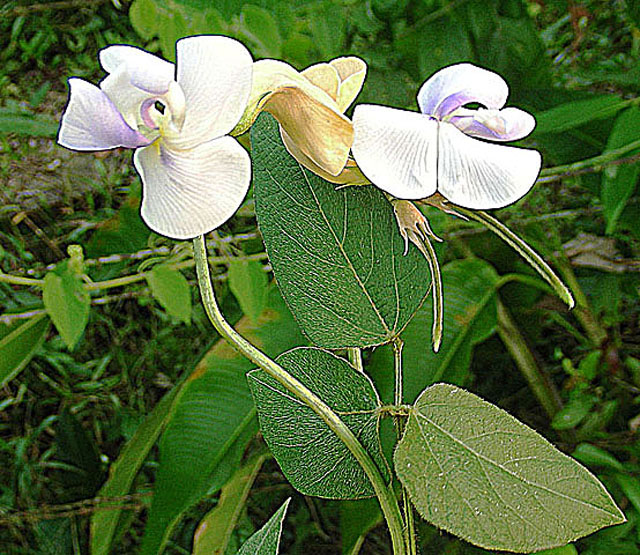
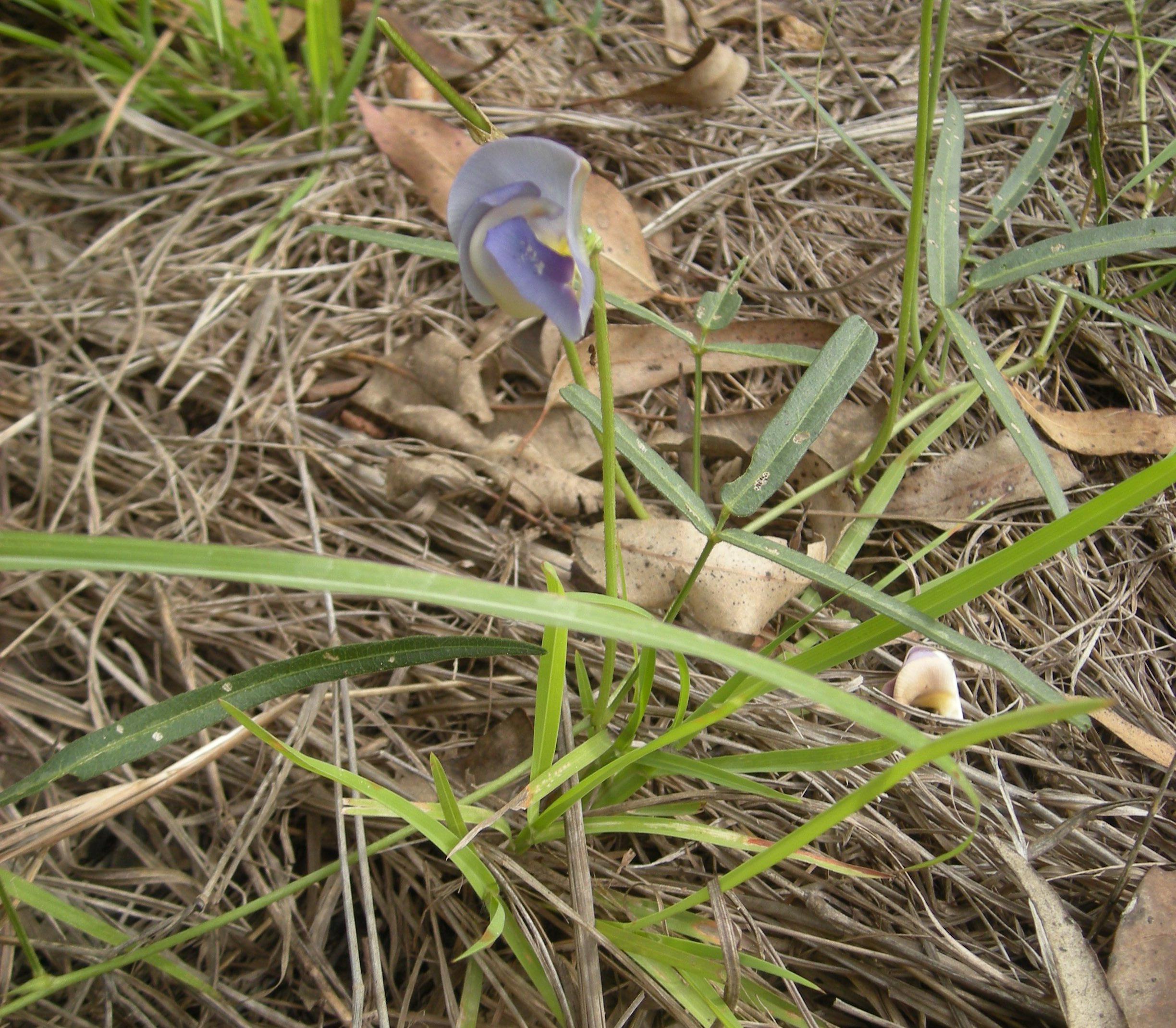